# West-Vlaams Heuvelland

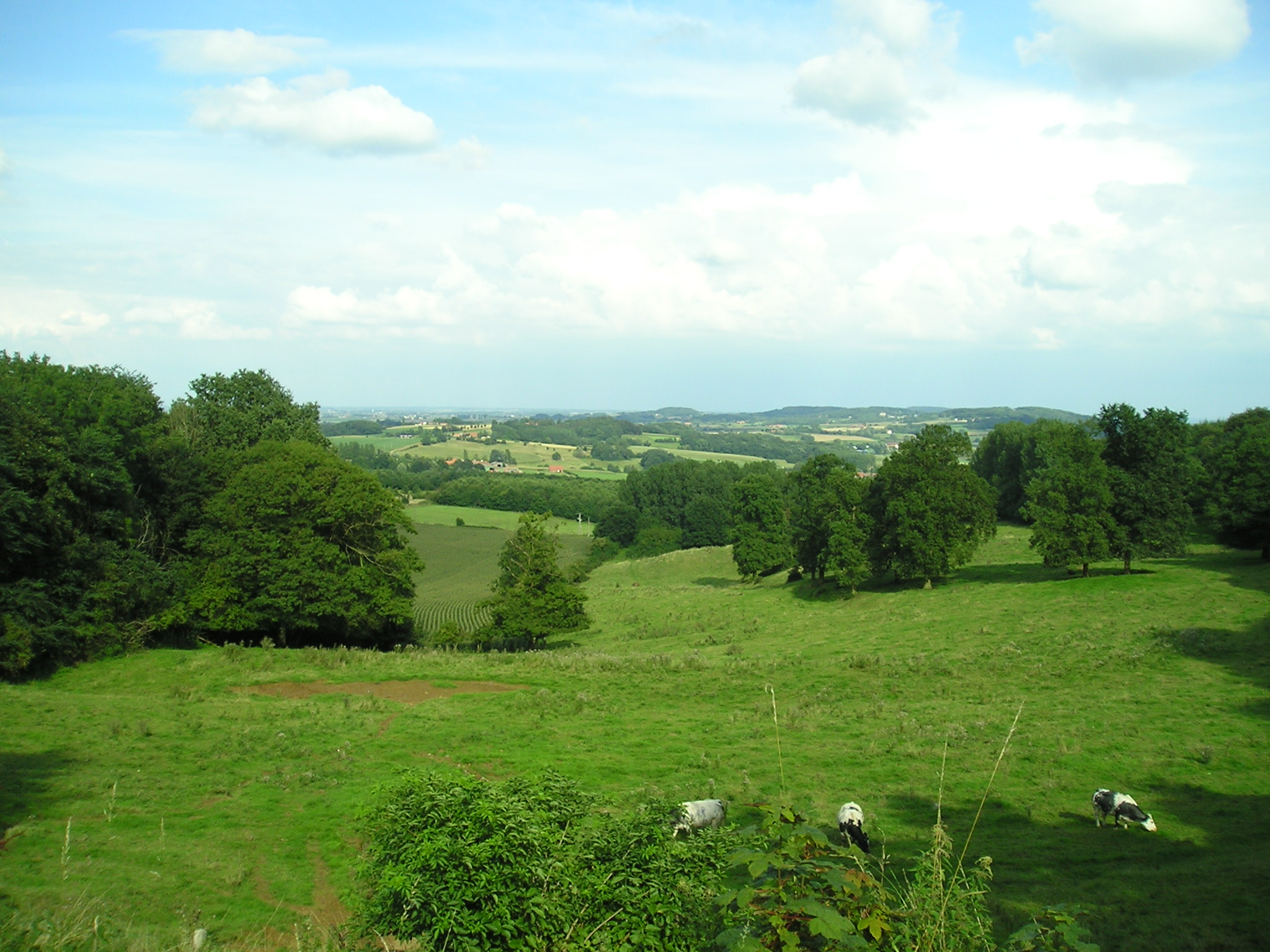
Uitzicht op het West-Vlaams Heuvelland vanaf de Katsberg

Het West-Vlaams Heuvelland of de West-Vlaamse Heuvels is een heuvelgebied in de Westhoek, op de grens van de Belgische provincie West-Vlaanderen en het Franse Noorderdepartement. Aan de noordkant van het heuvelgebied stroomt de rivier de IJzer, die net zoals enkele van zijn zijrivieren in Frans-Vlaanderen in Frankrijk ontspringt. Aan de zuidkant stroomt de rivier de Leie, eveneens met brongebied in Frankrijk. De Midden-West-Vlaamse Heuvelrug is een noordelijke uitloper van het heuvelgebied. Het Houtland is het Franse deel van het West-Vlaams Heuvelland. Sinds 1992 is de streek een erkend Regionaal Landschap (tot 2018 'West-Vlaamse Heuvels', vanaf dan als fusie met IJzer en Polder deel van Regionaal Landschap Westhoek).
Hoge heuvels in het West-Vlaams Heuvelland zijn de Kemmelberg (154 m), Monteberg (115), Zwarteberg (152 m), Katsberg (164 m), Baneberg (140 m), Vidaigneberg (142 m), Scherpenberg (125 m) en de Rodeberg (129 m). Dit zijn allemaal getuigenheuvels. Zij spelen een belangrijke rol in de Vlaamse wielerklassiekers
Belangrijke plaatsen zijn Ieper, Poperinge, Hazebroek en Belle. De Belgische gemeente Heuvelland ontleent zijn naam aan het West-Vlaams Heuvelland. Verschillende natuurgebieden in het West-Vlaams Heuvelland zijn Europees beschermd als Natura 2000-gebied 'West-Vlaams Heuvelland'. Door het Heuvelland loopt de Streek-GR Heuvelland.

## Geologie
De oorsprong van het gebied is in het tertiair. In een zee -met in de loop der eeuwen wisselende waterhoogten- werd een reeks lagen afgezet, de jongste tijdens het mioceen. Zo ontstonden zandbanken. Toen de zee zich terugtrok werden door de beken (zoals Kemmelbeek en Douvebeek) valleien uitgeschuurd. Op de toppen van de zandbanken ontstond ijzerzandsteen, namelijk limoniet door de oxidatie van glauconiet. Dit bemoeilijkte de erosie, waardoor de hoogste zandbanken tot getuigeheuvels werden.
Ten gevolge van de gelaagdheid van het bodemprofiel ontstonden er bronnen op diverse hoogten, afhankelijk van de aanwezigheid van ondoorlaatbare kleilagen. Het hoogste bronniveau ligt op 110 meter of hoger.

## Lijst heuvels

### West-Vlaanderen
- Vidaigneberg
- Baneberg
- Rodeberg
- Sulferberg
- Goeberg
- Scherpenberg
- Monteberg
- Kemmelberg
- Letteberg

### Frans-Vlaanderen
- Watenberg
- Kasselberg
- Wouwenberg (= Recollettenberg, Mont des Recollets)
- Katsberg
- Boeschepeberg
- Kokereelberg
- Zwarteberg

Ten zuiden van de Douvebeek vindt men nog de zuidelijke heuvelkam, bestaande uit Zwarte Molen en De Walletjes. Deze loopt in Frankrijk door tot Belle met de Ravensberg en de Rijselberg.
Brabantse Kouters ·  
Dijleland ·  
Haspengouw en Voeren ·  
Houtland ·
Kleine en Grote Nete · 
Kempen en Maasland ·  
Lage Kempen ·  
Meetjesland en Leievallei ·  
Noord-Hageland ·  
Pajottenland en Zennevallei ·  
Rivierenland ·  
Schelde-Durme ·  
Vlaamse Ardennen · 
Voorkempen ·  
Westhoek ·  
Zuid-Hageland